# Tesla Model X
Tesla Model X — чотиридверний електромобіль, повнорозмірний кросовер виробництва американської компанії Tesla Motors. Вперше був представлений дизайн-студією Tesla в Лос-Анджелесі 9 лютого 2012 року.

## Опис

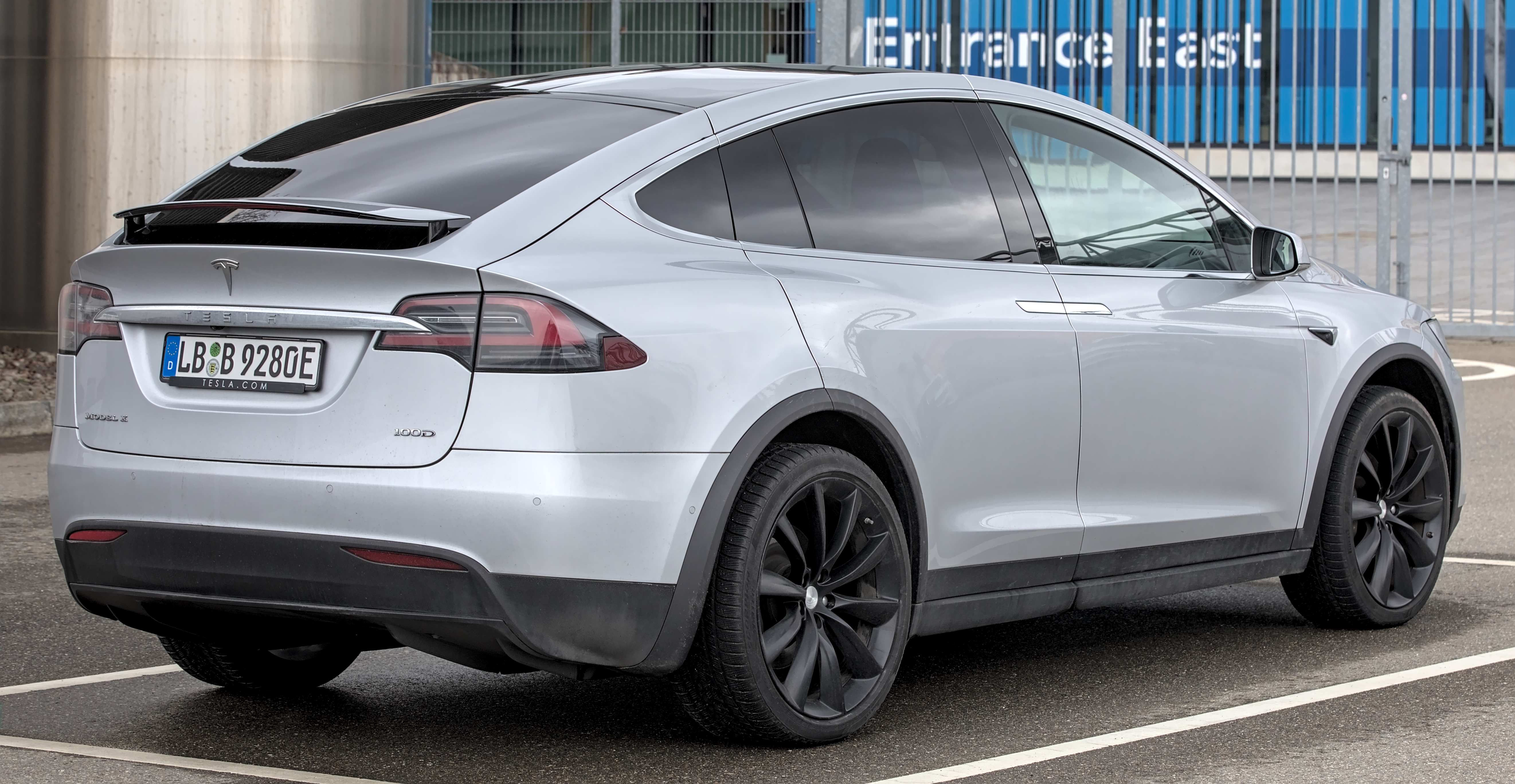
Tesla Model X 100D

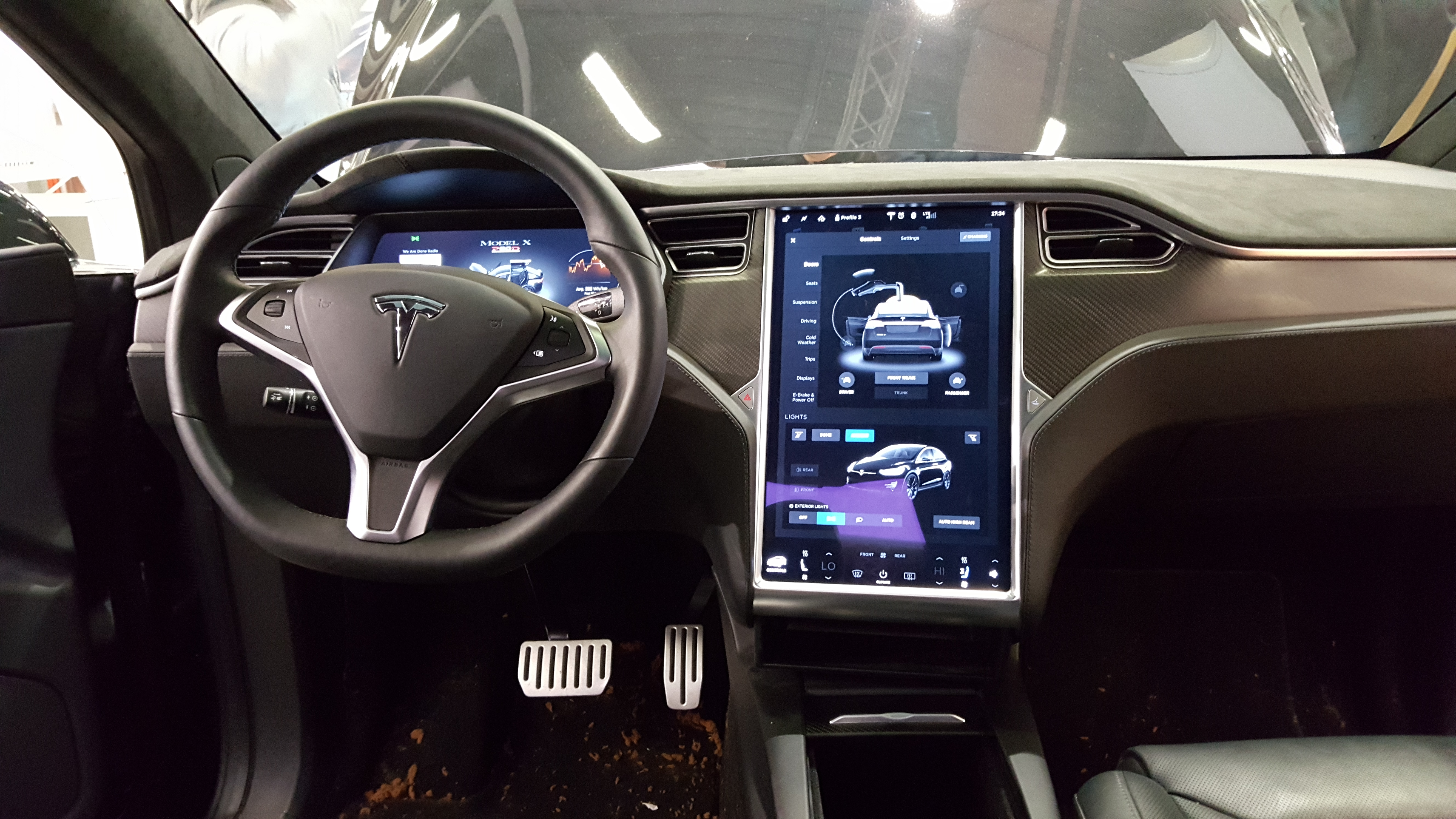
Салон

Tesla Model X випускається на платформі повнорозмірного седана Tesla Model S на заводі Tesla в місті Фрімонт, штат Каліфорнія. Виробництво розпочалося в 2015 році. Комерційні поставки розпочалися із 29 вересня 2015 року.
За даними Управління з охорони навколишнього середовища США (EPA), заряду літій-іонного акумулятора ємністю 90 кВт·год вистачає на 489 км
Автомобіль Tesla Model X 2016 р.в. — це єдиний розкішний повністю електричний кросовер, нині представлений на ринку. Він доступний у трьох повнопривідних версіях: базовій 75D з батареєю на 75 кіловат-годин, більш потужній 90D з батареєю на 90 кіловат-годин та діапазоном пробігу у, майже, 415 кілометрів та продуктивній P90D. Автомобіль може вмістити від шести до семи пасажирів. Попередні версії були оснащені двома окремими задніми сидіннями, зараз усі моделі мають суцільне сидіння середнього ряду. Кросовер Tesla Model X 2016 вищий та об'ємніший ніж інші творіння компанії Tesla. Можливо тому йому бракує витонченості, якою був наділений його менший двійник — седан Model S. Його можна порівняти з ще одним представником компанії Tesla — Model S, проте кросовер Tesla Model X має набагато кращі вантажні здібності.
Стандартними для усіх моделей є: велике панорамне лобове скло, двері, які піднімаються, 17-дюймовий сенсорний екран з доступним  4G Інтернетом та 20-дюймові колеса з литими дисками. Всередині покупець знайде передні сидіння з 14 режимами налаштування та підігрівом, обшивку з штучної шкіри та тканини з дерев'яними вставками та аудіо систему на 9 динаміків. У автомобілях даного бренду покупець зустріне режим «Bioweapon Defense», більше відомий як фільтр повітря. Заявлений розгін виробником від 0 до 100 км/год складає 2,9 с.
Власники авто Tesla мають змогу заряджати їх на надшвидких станціях Tesla Supercharger.
У серпні 2017 року з'явилося відео, на якому  кросовер Tesla Model X модифікації P100 перемагає в заїзді на чверть милі (402 м) легендарний гоночний спорткар Lamborghini Aventador SV. Перевага становила 0,05 с. Tesla Model X P100D тепер офіційно найшвидший кросовер планети, дистанція була пройдена за 11,41 сек

18 грудня 2019 року саме на цьому авто, оснащеному додатковим механізмом із коліщатками, возили гостей на представленні тестового тунелю Boring.
У 2021 році Tesla Model X отримала новий дизайн інтер'єру з кермом, подібним на штурвал літака, та центральним дисплеєм діагоналлю 17 дюймів.
У 2024 році Tesla повернула Model X традиційне кермо як стандартне, а штурвал залишила як опція. Також кросовер отримав нове скло для даху, яке пропускає більше світла, але зменшує вплив ультрафіолету.

## Модифікації
- 60D 333 к.с., пробіг на одній підзарядці (цикл NEFZ або NEDC) 355 км
- 70D 333 к.с.
- 75D 333 к.с., пробіг на одній підзарядці 417 км
- 90D 525 к.с., пробіг на одній підзарядці 489 км
- P90D 773 к.с., пробіг на одній підзарядці 467 км
- 100D 422 к.с., пробіг на одній підзарядці 565 км
- P100D 611 к.с., пробіг на одній підзарядці 542 км
- Long Range 670 к.с., пробіг на одній підзарядці 580 км
- Plaid 1020 к.с., пробіг на одній підзарядці 547 км

## Продажі
| Рік  | Європа | США    | Канада |
| ---- | ------ | ------ | ------ |
| 2015 |        | 97     |        |
| 2016 | 3,683  | 2,725  |        |
| 2017 | 11,877 | 21,600 | 900    |
| 2018 | 12,108 | 27,250 | 2,050  |
| 2019 | 7,861  | 19,600 | 1,680  |
| 2020 | 6,007  | 26,100 | 1,275  |
| 2021 | 496    | 7,305  | 997    |
| 2022 | 1,306  | 24,099 |        |
| 2023 |        | 17,501 |        |